# (32262) 2000 OA60
2000 OA60 (asteroide 32262) é um asteroide da cintura principal. Possui uma excentricidade de 0.14337210 e uma inclinação de 1.65377º.
Este asteroide foi descoberto no dia 29 de julho de 2000 por LONEOS em Anderson Mesa.